# Billy Wedlock
William John "Billy" Wedlock, född 28 oktober 1880, död 25 januari 1965, var en engelsk fotbollsspelare som under hela sin karriär representerade Bristol City som centerhalv. Mellan 1907 och 1914 gjorde han 26 landskamper för Englands landslag. Den östra läktaren på Bristol Citys hemmaplan Ashton Gate Stadium är döpt till "The Wedlock Stand" till minne av Billy Wedlock.

## Meriter
- Football League Second Division: 1906